# Praga E-39
Die Praga E-39 (auch: BH-39) war ein tschechoslowakisches Doppeldecker-Schulflugzeug aus den 1930er-Jahren.

## Geschichte
Konstruiert wurde die E-39 von Pavel Beneš und Miroslav Hajn. Der Prototyp war mit einem Walter-NZ-Motor ausgerüstet und erhielt daher die Bezeichnung BH-39NZ wobei das Anfangskürzel für die beiden Erbauer stand.
Im Sommer 1931 fand der Erstflug statt. Am 27. August 1931 gelangte der erste Prototyp zum VZLÚ, wo er umfangreichen Tests unterzogen wurde, die eine Serieneinführung vorbereiten sollten. Einer vom Verteidigungsministerium kurz zuvor herausgegebenen Spezifikation zufolge erhielten die Flugzeugtypen von tschechoslowakischen Firmen zugewiesene Buchstabenbezeichnungen, worauf die BH-39 in E-39 umbenannt wurde. Nach dem Abschluss der bis 1933 laufenden Probeflüge wurden mit dem Erlass č.j.40.553-V/3 odd. vom 7. Dezember 1933 die ersten 21 Serienflugzeuge bestellt. Acht dieser Maschinen entstanden bei Letov und waren mit dem Walter NZ-120 ausgestattet, die anderen 13 lieferte Praga mit dem Walter „Gemma“ aus, wobei zwei Maschinen mit den Werksnummern 19 und 20 einen Walter „Mars“ mit 155 PS Leistung erhielten. 1936 wurden weitere Bestellungen über insgesamt 85 E-39 aufgegeben. Die letzten Serienmaschinen verließen 1939 die Werkshallen und waren für den sogenannten „Slowakischen Staat“ bestimmt. 
Die Bezeichnungen der Maschinen ergaben sich weiterhin aus den verwendeten Motoren: Die E-39G war mit Walter „Gemma“ und die E-39M mit Walter „Mars“ ausgestattet. 1937 folgte eine letzte Serie von zehn Flugzeugen E-39AG mit dem Triebwerk Armstrong Siddeley Genet Major.
Insgesamt wurden 139 E-39 gebaut und ausgeliefert, davon 35 Stück an Fliegerklubs.

## Militärische Nutzung
Deutsches Reich
- Luftwaffe (nach der Besetzung der Tschechoslowakei)

 Ungarn
- Königlich Ungarische Luftstreitkräfte

 Slowakei
- Slowakische Luftstreitkräfte

 Tschechoslowakei
- Tschechoslowakische Luftstreitkräfte

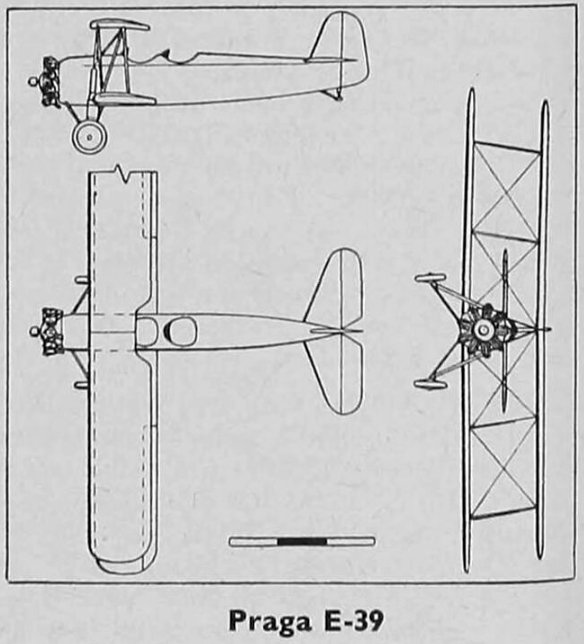
Dreiseitenriss Praga E-39

## Technische Daten
| Kenngröße             | Daten (E-39NZ)                            | Daten (E-39G)                             | Daten (E-39AG)                              |
| --------------------- | ----------------------------------------- | ----------------------------------------- | ------------------------------------------- |
| Konzeption            | Schulflugzeug                             | Schulflugzeug                             | Schulflugzeug                               |
| Konstrukteur(e)       | Pavel Beneš, Miroslav Hajn                | Pavel Beneš, Miroslav Hajn                | Pavel Beneš, Miroslav Hajn                  |
| Hersteller            | Letov                                     | ČKD-Praga                                 | ČKD-Praga                                   |
| Baujahr               | 1931                                      | 1936                                      | 1937                                        |
| Besatzung             | 2 (Lehrer, Schüler)                       | 2 (Lehrer, Schüler)                       | 2 (Lehrer, Schüler)                         |
| Länge                 | 7 m                                       | 7,49 m                                    | 7 m                                         |
| Flügelspannweite      | 10,00 m                                   | 10,00 m                                   | 10,00 m                                     |
| Flügelfläche          | 23,70 m²                                  | 23,70 m²                                  | 23,70 m²                                    |
| Flächenbelastung      | 35 kg/m²                                  | 37 kg/m²                                  | 36,5 kg/m²                                  |
| Leermasse             | 562 kg                                    | 610 kg                                    | 585 kg                                      |
| Startmasse            | 825 kg                                    | 875 kg                                    | 865 kg                                      |
| Antrieb               | ein luftgekühlter Neunzylinder-Sternmotor | ein luftgekühlter Neunzylinder-Sternmotor | ein luftgekühlter Siebenzylinder-Sternmotor |
| Typ                   | Walter NZ-120                             | Walter Gemma                              | Genet Major IA                              |
| Leistung              | 120 PS (88 kW)                            | 140 PS (103 kW)                           | 150 PS (110 kW)                             |
| Höchstgeschwindigkeit | 155 km/h                                  | 162 km/h                                  | 176 km/h                                    |
| Reisegeschwindigkeit  | 130 km/h                                  | 136 km/h                                  | 150 km/h                                    |
| Steigzeit             | 37,5 min auf 3000 m Höhe                  | 28 min auf 3000 m Höhe                    | 26,20 min auf 3000 m Höhe                   |
| Dienstgipfelhöhe      | 3500 m                                    | 3700 m                                    | 3650 m                                      |
| Flugdauer             | 5 h                                       | 4,5 h                                     | 4,1 h                                       |